# Joseph Weisgerber
Joseph, auch Josef, Weisgerber (* 2. März 1893 in Metz; † nach 1948) war ein deutscher Jurist, u. a. Verteidiger während der Nürnberger Prozesse.

## Leben

### Herkunft
Joseph Weisgerber war der Sohn des Leiters der Elementarschule St. Vincenz in Metz, Nikolaus Ludwig Weisgerber († 1913), und seiner Ehefrau Maria, geb. Müller († 1904). Seine Mutter verlor er im Alter von elf Jahren, seinen Vater, als er 20 Jahre alt war. Sein jüngerer Bruder war der spätere Sprachwissenschaftler Leo Weisgerber.

### Werdegang
Joseph Weisgerber studierte an der Universität München und Würzburg. Nachdem er an der Universität Würzburg bereits 1921 mit dem Titel Die volkswirtschaftliche Bedeutung des Fremdenverkehrs unter besonderer Berücksichtigung der bayerischen Verhältnisse zum Dr. rer. pol. promovierte, wurde er 1923 hier mit dem Titel Die Verschaffung der Euthanasie und das geltende Strafrecht Dr. iur. Von 1931 bis 1933 war Weisgerber Mitglied des Stahlhelms und ab 1934 der SA. Ab 1940 war er Mitglied der NSDAP. Nach dem Krieg wurde er mit der Kategorie 4 „Mitläufer“ entnazifiziert.
Im Ärzte-Prozess (Fall 1 der Nachfolgeprozesse; USA gegen Karl Brandt et al.), welcher von Dezember 1946 bis August 1947 dauerte, war er Verteidiger von Wolfram Sievers. Sievers wurde in drei Anklagepunkten für schuldig befunden und zum Tode verurteilt. Am 2. Juni 1948 wurde Sievers hingerichtet.
Im Geiselmord-Prozess (Fall 7 der Nachfolgeprozesse; USA gegen Wilhelm List et al.), welcher von Mai 1947 bis Februar 1948 dauerte, war er Verteidiger des ehemaligen Militärbefehlshabers in Griechenland General der Flieger Wilhelm Speidel. Speidel wurde in einem von vier Anklagepunkten für schuldig befunden und zu 20 Jahren Haft verurteilt, aber bereits 1951 vorzeitig aus dieser entlassen.
Gemeinsam mit Rudolf Merkel, einem anderen Verteidiger bei den Nürnberger Prozessen, hatte er 1947 ein Verteidigungspapier für ehemalige nationalsozialistische Gestapomitglieder herausgegeben, welches in den Spruchkammerverfahren für die Entnazifizierung Anwendung finden sollte.
In einem Spruchkammerverfahren war Weisgerber gemeinsam mit Hermann Orth Anwalt von Richard Lebküchner. Die Strafe von drei Jahren Arbeitslager galt allerdings durch seine Internierungshaft als verbüßt. Eine Berufung seiner beiden Anwälte, welche forderten ihn in die Gruppe III (Minderbelasteter) einzustufen, zog Lebküchner wieder zurück.